# Maguda
Maguda is een geslacht van vlinders van de familie spinneruilen (Erebidae), uit de onderfamilie Calpinae.

## Soorten
- M. immundalis Walker, 1865
- M. multifasciata Swinhoe, 1890
- M. palpalis Walker, 1865
- M. pilipes Hampson, 1926
- M. suffusa Walker, 1863
- M. wollastoni Rothschild, 1916